# Balamuthia mandrillaris
Balamuthia mandrillaris é uma ameba de vida livre, heterotrófica, de regiões temperadas, com ciclo de cistos e trofozoítos de 30 a 120um. Ambas fases podem infectar por meio de feridas da pele ou por inalação e causar encefalite amebiana granulomatosa (GAE) ou protozoose disseminada em grandes primatas (inclusive humanos). Possui três paredes celulares e um núcleo muito grande.

## Etimologia
O gênero Balamuthia foi nomeado em homenagem ao falecido parasitologista William Balamuth (1914-1981) por suas contribuições para os estudos de amebas parasitas e de vida livre. Mandrillaris se refere aos babuínos, onde foram identificados  pela primeira vez.

## Patologia
Apesar de haver na literatura mais de 200 casos descritos de encefalite por Balamuthia, poucos pacientes sobreviveram ao tratamento, de modo que ainda é questionável qual é o mais eficiente. Foi bem sucedido ao menos em um caso a combinação de  flucitosina, pentamidina, fluconazol ou sulfadiazina com azitromicina, claritromicina ou miltefosina. Em 2022, um paciente recebeu um tratamento inédito e bem sucedido com nitroxolina nos Estados Unidos.